# DejaView
DejaView est une chaîne de télévision canadienne spécialisée de catégorie B appartenant à Corus Entertainment. Initialement, elle diffusait des séries télévisées classiques des années 1960, 1970 et 1980, principalement des comédies.
Afin de remplir ses obligations de contenu canadien, DejaView diffusait aussi des émissions de remplissage tels que Tube Tales, Ad Persuasion et Whatever Happened To…?

## Histoire
Après avoir obtenu une licence du CRTC en 2000 pour une chaîne spécialisée numérique nommée Pop TV « présentant les grands classiques des débuts de la télévision », Canwest lance la chaîne le 7 septembre 2001 sous son nom actuel.
Le 27 octobre 2010, Shaw Media a fait l'acquisition de Canwest.
Depuis le 1er avril 2016, Shaw Media appartient désormais à Corus Entertainment. Une version haute définition a été lancée à la fin 2016. Le catalogue a été réduit et limité à une poignée de séries des années 1980 et 1990, ainsi que des rediffusions de séries récentes.